# Преформізм

Jan Swammerdam, Miraculum naturae sive uteri muliebris fabrica, 1729

Преформі́зм чи преформація (від лат. praeformo — раніше утворюю, передутворення) — вчення про наявність у статевих клітинах організму цілком сформованих мініатюрних зародків або їхніх частин.
Прихильники преформізму розуміли індивідуальний розвиток організму механістично, як просте розгортання або кількісний ріст існуючих ще в статевих клітинах частин зародка. Преформаційне вчення про розвиток було висунуте ще в античний період Гіппократом і дістало завершене ідеалістичне трактування в працях Яна Сваммердама (1669), Ніколя Мальбранша (1672), Марчело Мальпігі (1673) та інших. У цей же час вчення було доповнено метафізичною теорією «укладання зародків», за якою у живих істотах закладені зародки всіх майбутніх поколінь. В кінці XVIII століття, у зв'язку з розвитком ембріології, особливо під впливом праць К. Ф. Вольфа та Г. Х. Пандера, оформлюється епігенетична теорія розвитку зародка. В кінці XIX та на початку ХХ століть широкого розвитку набула експериментальна ембріологія, яка сприяла прогресу знань про індивідуальний розвиток організму, проте ще була не в змозі подолати методологічну обмеженість преформізму та епігенезу.